# Ференци, Ида
Ида Кристина Вероника Ференци фон Вечешек (венг. Ida Krisztina Veronika Ferenczy von Vecseszék; 7 апреля 1839, Кечкемет, Королевство Венгрия — 28 июня 1928, Вена, Австрия) — венгерская дворянка, фрейлина и доверенное лицо императрицы Елизаветы Баварской с 1864 года.

## Биография
Ида Кристина Вероника Ференци фон Вечешек родилась в семье венгерского помещика Гергея Ференци фон Вечешек и его жены Кристины в Кечкемете. Она была четвёртой из шести детей. Её образование соответствовало среднему уровню для девушек её социального класса в тогдашней венгерской провинции.
Императрица Елизавета в юном возрасте проявляла необычайную симпатию к венгерской нации. По этой причине в 1863 году она решила выучить венгерский язык. В лице публициста и политика Максимилиана Фалька она нашла учителя, который обучал её не только венгерскому языку, но и венгерской истории, литературе и культуре. Он описал встречи с императрицей в своих мемуарах, которые были изданы в Будапеште в 1898 году в виде книги под названием «Erzsébet királynéról -visszaemlékezések» («О королеве Елизавете — Воспоминания»).
В то же время императрица решила окружить себя венгерскими придворными дамами. Ей был представлен список женщин венгерского дворянства, из которого она должна была сделать свой выбор, где также было указано имя Иды Ференци. Обе женщины при первой же встрече проявили друг к другу симпатию. В то время как императрица была впечатлена естественной, открытой природой и искренностью своей компаньонки, Ида Ференци была глубоко впечатлена очарованием и умом императрицы, дополняющих её поразительную красоту. Ференци единственная из всех придворных дам не имела права официально носить титул фрейлины из-за своего «низкого» происхождения, так как она была из семьи мелких дворян. По этой причине она официально именовалась чтицей императрицы. Ида Ференци стала «подругой» императрицы, она была единственной, кто был столь близок с императрицей, за исключением членов её семьи.
За эти годы она получила важное положение в окружении императрицы. Многие важные венгерские политики, такие как Ференц Деак и Дьюла Андраши получили расположение к императрицы и Франца Иосифа благодаря Ференци.
Ида Ференци сопровождала императрицу в её путешествиях, а также обучала её венгерскому языку. Из-за её осмотрительности и безоговорочной верности своей королеве и подруге, со временем ей давали различные ответственные, а порой и деликатные задачи.
Убийство императрицы в 1898 году стало жестоким ударом для Ференци. Будучи почти сорок лет на службе у Елизаветы, в связи с чем она так и не вышла замуж, она воскликнула: «Со смертью королевы Елизаветы я все потеряла». После смерти Елизаветы Ференци была вынуждена покинуть Хофбург.
Она пережила императрицу на тридцать лет. За это время ей также пришлось пережить смерть Марии Валерии, любимой дочери Елизаветы.
После смерти Елизаветы Ференци основала в 1899 году в Будапеште Мемориальный музей королевы Елизаветы, который был открыт 15 января 1908 года в замке Овен. Музей просуществовал до конца Второй мировой войны, но большая часть музея была разрушена в военное время.
Ида Ференци скончалась в Вене 28 июня 1928 года в возрасте 89 лет и была похоронена в своем родном городе Кечкемет, в склепе семьи Ференци на Троицком кладбище.